# Falsett
Falsett (von gleichbedeutend italienisch falsetto für eine „höhere, durch Zusammenpressen der Stellknorpel erreichte Stimmlage“) oder Falsettstimme ist die Bezeichnung für ein Gesangsregister und somit für eine besondere Form der Benutzung der menschlichen Stimme.

## Allgemeines
„Falset-Stimme, Falsetto [ital.] heisset: (1. was über oder unter eines jeden blasenden Instruments sonst natürliche und ordinaire Höhe oder Tiefe von einem guten Meister zuwege gebracht und erzwungen werden kann. (2. Bei erwachsenen Sängern, wenn sie anstatt ihrer ordentlichen Bass- oder Tenor-Stimme, durch Zusammenzwingen und Dringen des Halses, den Alt oder Discant singen. Man nennet es auch deswegen eine unnatürliche Stimme.“

Im weiteren Sinne wird der Begriff als das verstanden, was landläufig Kopfstimme oder auch manchmal (fälschlich) „Fistelstimme“ genannt wird, also die um eine Oktave hochgestellte männliche Sprech- oder Gesangsstimme, bei der die Stimmbänder nicht vollständig, sondern nur an ihren Rändern schwingen, wodurch ein weicher und grundtöniger Klang zustande kommt. Im engeren (musikalischen) Sinne schließt der Begriff Falsett die Verstärkung dieser Randschwingungsstimme in der Tiefe durch die klangliche Beimischung der Brust- und Kopfstimme ein. Diese Technik ermöglicht es Countertenören, den Übergang zu tieferen Lagen dynamisch auszugleichen. Beim Jodeln ist der ständige Wechsel zwischen Normalstimme und Falsett kennzeichnend.

## Geschichte
Bereits in der Spätantike wurden die hohen Stimmlagen geschätzt. Um bei Knaben den einsetzenden Stimmbruch zu unterbinden, wurden diese vor dem Eintreten der Pubertät kastriert.
Bis ins Barock war die Falsettstimme, deren Gesangstechnik im 9. Jahrhundert vom persischen Musiker Ziryab (Abu Hassan Ali ben Nafi) mit der andalusischen Musik in Córdoba bekanntgemacht und von dort aus über Trobadore in Europa verbreitet worden sein soll, eine Möglichkeit unter mehreren, Gesang von Männern in Sopran- und Alt-Lage darzustellen. Spanische Falsettisten („Spagnioletti“) sangen im Vatikan. Mit der Entstehung der Oper ab Ende des 16. Jahrhunderts sangen zunehmend Knaben oder Kastraten die hohen männlichen Partien.

### Klassische Musik
In der nachbarocken Oper wurde diese Art des Singens nur noch hin und wieder als komischer Effekt verlangt. Erst im 20. Jahrhundert – als es im Zuge der Wiederentdeckung der Barockoper immer mehr Countertenöre gab, die die Kastratenrollen sangen – begannen Komponisten wieder, für Falsettisten zu schreiben. Zu diesen Komponisten zählen Benjamin Britten (Oberon in A Midsummer Night’s Dream, Aldeburgh Festival 1960), Hans Werner Henze (L’Upupa oder Der Triumph der Sohnesliebe, Salzburg 2003), Georg Friedrich Haas (Die schöne Wunde, Bregenz 2003), Gavin Bryars (G, Mainz 2002) oder Klaus Huber (Schwarzerde, Basel 2001). Diese Rollen für Falsettisten sind oft „Zwischenwesen“.

### Rock und Pop
Von den Tagen des frühen Blues an wurde das Falsett in allen Stilrichtungen der populären Musik von einer großen Anzahl von Sängern als Stilmittel eingesetzt.
Im Bereich der Doo-Wop-Musik wird im Sinne der Close Harmony auf Falsettsänger zurückgegriffen, um die Harmonien zu vervollständigen. Davon ausgehend wird in der vokalen Surfmusik ausgiebig davon Gebrauch gemacht, das bekannteste Beispiel ist Brian Wilson von The Beach Boys.
Manche Sänger setzten die Technik nur in einzelnen Songs ein, beispielsweise sang Bruce Springsteen 1999 Lift Me Up, das Abspannlied für den Film Limbo, komplett in Falsett. Einzelne Songs oder Teile von Songs wurden zum Beispiel von Neil Young und Axl Rose in Falsettstimme vorgetragen, überwiegend in Falsett sang auch Mick Jagger das Stück Emotional Rescue, Prince den Song Kiss sowie Beck den Song Debra.
In den 1960er und 1970er Jahren wurde der amerikanische Künstler Tiny Tim für seinen Falsettgesang bekannt. Die Kombination seines Aussehens, des Gesangs und der Begleitung durch die Ukulele machte ihn und sein extremes Falsett berühmt. Große kommerzielle Erfolge erreichten die Bee Gees mit ihrem dreistimmigen Falsettgesang in der Diskowelle Ende der 1970er Jahre.

Freddie Mercurys Stimmumfang

Um Lieder von extremer Tiefe bis in extreme Höhen singen zu können, setzten Fish, von 1979 bis 1988 Sänger der Gruppe Marillion, und Freddie Mercury auch das Falsett ein. Letzterer sang auch komplette Lieder in Falsett. Mercury war eigentlich von Natur aus ein Bariton, konnte aber die verschiedenen Register seiner 3 1⁄2-Oktaven-Stimme in vielfältiger Weise abschattieren. So war er nicht nur einfach in der Lage, das tiefe F korrekt zu intonieren, er konnte seiner Stimme auch das dazu passende charakteristische Timbre eines Bass-Baritons verleihen. Entsprechend klingt er beim b″ im extrem hohen Falsett-Register absolut überzeugend.
Nahezu ausschließlich im Falsett singt Martyn Jacques, Sänger und Kopf des britischen „Punk-Kabarett-Trios“ The Tiger Lillies.

### Metal und Heavy-Metal
Im Zuge der um 1980 von Großbritannien ausgehenden Heavy-Metal-Welle entstanden in Europa und den USA zahlreiche Bands mit Falsettsängern. Der bekannteste unter ihnen ist Rob Halford, der zwischen 1976 und 1990 mit der Band Judas Priest eine Vielzahl Falsettgesänge aufnahm (beispielsweise den Song Painkiller). Weitere bekannte Falsettsänger aus dem Heavy Metal sind unter anderem Bruce Dickinson, Ian Gillan, Tobias Sammet, Michael Kiske, Harry Conklin, Tim „Ripper“ Owens, King Diamond und Eric Adams. Auch bei der deutschen Band Knorkator wurde vom klassisch ausgebildeten Sänger Stumpen (Gero Ivers) bei verschiedenen Songs sehr hohes Falsett gesungen, allerdings in einer für Metal untypisch klaren Ausführung, die einige Zuhörer zunächst für eine weibliche Stimme halten. Vor allem im Power Metal ist der Falsettgesang ausschlaggebend, besonders bei den Bands Hammerfall und Iced Earth.

### Sufi-Musik
In der religiösen Musik der Sufis tragen männliche Sänger poetische Lieder von verehrten Sufi-Heiligen im Falsett vor, als eine Form der Hingabe an Gott. Gesang im Falsett kommt im pakistanischen Qawwali vor, etwa in den Liedern des bekanntesten Qawwali-Sängers Nusrat Fateh Ali Khan. Überwiegend im Falsett wird die Sur genannte religiöse Versform im Süden Pakistans gesungen, bei der sich die Sänger auf der Langhalslaute Tanburo begleiten.

## Gesprochenes Falsett
Falsett wird auch verwendet, wenn Männer mit ihrer Sprechstimme eine Frauenstimme imitieren möchten. Beispiele aus bekannten synchronisierten Filmen, in denen Männer sich mit Frauenkleidern und Falsettstimme als Frauen tarnen, sind Tony Curtis und Jack Lemmon in Manche mögen’s heiß, Terry Jones als Brians Mutter in Das Leben des Brian, Dustin Hoffman in Tootsie, Robin Williams in Mrs. Doubtfire – Das stachelige Kindermädchen und Martin Lawrence in Big Mamas Haus. Die Schauspielerin und Sängerin Megan Mullally nutzte Falsett, um Karen Walker in der Fernsehserie Will & Grace darzustellen.

## Falsett bei Blechblasinstrumenten
Noch in dem im Jahr 1913 erstmals erschienenen Deutschen Fremdwörterbuch werden unter dem Stichwort Falsett die „falschen Töne“ von Blechblasinstrumenten als erstes aufgeführt. Heute kennen Lexika dieses Phänomen nicht mehr. Die Definition von Anthony Baines lautet:

„FALSET. Spielraum des Bläsers für die Tonhöhenkontrolle eines Naturtones. Während er im mittleren und hohen Register gerade ausreicht die Intonation zu korrigieren, wird er in der Tiefe sehr breit bezüglich des Senkens des Tones; tatsächlich hätte das konventionelle System mit drei Ventilen ohne dieses Phänomen beschränkte Zukunftsaussichten, weil die für die Tiefe erforderlichen Ventilkombinationen zu hohe Töne produzieren. Beim 2. Naturton kann man den Ton bis zu einer Quarte oder mehr abfallen lassen, indem man die Lippen entspannt (loose-lipping) und so durch eine Art schlurfenden Ansatz künstliche Töne erzeugt, welche die Theorie der Obertöne gar nicht kennt.“

Die künstlichen tiefen Töne zwischen dem ersten und zweiten Naturton erklärt Arthur H. Benade so, dass man ein Rohr auch mit anderen „bevorzugten Resonanzen“ als den Naturtönen zum Klingen bringen kann. Während die Frequenzen der Naturtöne stets ganzzahlige Vielfache der Grundfrequenz betragen, gibt es auch Resonanzen bei den ganzzahligen Brüchen dieser Naturtöne. Das hat in der Höhe geringe praktische Bedeutung, weil dort die Naturtöne eng beieinander liegen. In der Tiefe kann damit aber die Lücke zwischen erstem und zweitem Naturton ausgefüllt werden, wenn auch mit Tönen minderer Qualität.